# Mike Portnoy
Mike Portnoy (20 d'abril de 1967), és el virtuós bateria de la banda de metal progressiu Dream Theater.

## Biografia
Va créixer a Long Beach, Nova York, on el seu interès per la música, i en concret per la bateria, va començar de ben petit.
Tot i que va aprendre a tocar la bateria tot sol, va rebre classes teòriques a una escola de música d'estudis superiors, o sigui, una bona escola. Durant aquesta època, es va dedicar a tocar en grupets de música locals com per exemple els Intruder, els Rising Power o els Inner Sanctum, l'última va arribar a treure el seu propi àlbum. Després en Mike va dir adéu a la banda i va emigrar cap a Boston on hi havia l'escola de música de Berklee.
En Mike va passar a formar part del grup Dream Theater el 1986. El projecte va funcionar i en Portnoy ha arribat a ser molt conegut dins de l'ambient musical. De fet, és considerat un dels millors bateries actuals i per molts és considerat àdhuc el millor de l'escena progressiva. A més, és considerat el millor segons la revista especialitzada en el món de la bateria Modern Drummer.

## Influències
Un dels músics que, segons en Portnoy, més l'ha influït és en Neil Peart, bateria de Rush. D'altres bateries preferits són: en Terry Bozzio, en Peter Criss, en Vinnie Paul, en Vinnie Colaiuta, en Simon Phillips, en John Bonham, en Keith Moon, en Ringo Starr, en Phil Collins, i en Bill Bruford. D'altra banda, les seves bandes predilectes són: The Beatles, Queen, Genesis, Tool, Pantera, Muse, Megadeth, KISS, Phish, Deep Purple, Radiohead, Umphrey's McGee, U2, Yes, Rush, Pink Floyd, Metallica, Jellyfish, Iron Maiden, O2 i Jane's Addiction. Cal afegir també que li agrada la música rap.

## Miscel·lània
Una de les afficions d'en Mike és col·leccionar tota mena de coses. Entre les seves col·leccions hi destaquen els obejctes del seu grup com: pòsters, maquetes, etc. Altres coses que colecciona són elements dels seus grups de música preferits, discs, pel·lícules, capítols d'Els Simpson, etc. A més a més de col·leccionar també li agrada la boxa, el cinema i la música per descomptat.
Durant el seu temps lliure li agrada estar en família, tocar la bateria o fer una mica d'esport.
En Portnoy ha estat premiat per la revista Modern Drummer amb el premi al millor enregistrament, a més també ho ha estat premiat com a millor bateria de rock progressiu. És també considerat per molts experts com el millor bateria en l'actualitat i en els últims anys. Ha estat fundador d'algunes bandes de rock progressiu com: Transatlantic, Liquid Tension Experiment i O.S.I..
En Mike la seva muller, la Marlene, viuen a una mansió a Rockland (Nova York), amb els seus fills anomenats Max i Melody, el seu gos Bongo i els seus gats I.T. i Cypress.

## Discografia
Amb Dream Theater
- 1989 - When Dream and Day Unite
- 1992 - Images and Words
- 1993 - Live at the Marquee (Live)
- 1994 - Awake
- 1995 - A Change of Seasons (EP)
- 1997 - Falling Into Infinity
- 1998 - Once in a LIVEtime (Live)
- 1999 - Metropolis Pt. 2: Scenes from a Memory
- 2001 - Live Scenes From New York (Live)
- 2002 - Six Degrees of Inner Turbulence
- 2003 - Train of Thought
- 2004 - Live at Budokan (Live)
- 2005 - Octavarium
- 2006 - Score (Live)
- 2007 - Systematic Chaos

Amb Liquid Tension Experiment
- 1998 - Liquid Tension Experiment
- 1999 - Liquid Tension Experiment 2
- 2007 - Spontaneous Combustion (as Liquid Trio Experiment)

Amb Transatlantic
- 2000 - SMPT:e
- 2001 - Live in America (Directe)
- 2001 - Bridge Across Forever
- 2003 - Transatlantic Demos per en Neal Morse
- 2003 - SMPT:e (The Rione Stolt Mixes: circa 1999)
- 2003 - Live in Europe (Live)
- 2009 - The Whirldwind

Amb en Neal Morse
- 2003 - Testimony
- 2004 - One
- 2005 - ?
- 2007 - Sola Scriptura

Amb OSI
- 2003 - Office of Strategic Influence
- 2006 - Free

Amb en John Arch
- 2003 - A Twist of Fate

Tributs (CD i DVD)
- One Night in New York City - Yellow Matter Custard (2003) (The Beatles)
- Two Nights In North America - Hammer of the Gods (2006) (Led Zeppelin)
- One Night in Chicago - Cygnus and the Sea Monsters (2006) (Rush)
- One Night in New York City - Amazing Journey (2007) (The Who)

Amb Rising Power
- 1984 - Power For The People

Amb Inner Sanctum
- 1986 - 12 A.M.

DVD's
En Mike Portnoy ha tret a la venda alguns DVD's amb la discogràfica Hudson Music. En concret:
- In Constant Motion (2007)
- Liquid Drum Theater (2000)